# منطقه تونگلیانگ
منطقه تونگلیانگ (به چینی: 铜梁区، به پین‌یین: Tóngliáng Qū) یک منطقهٔ شهرداری تابع شهر چونگ‌چینگ، در جمهوری خلق چین است. شهرستان تونگلیانگ ۱٬۳۴۲ کیلومتر مربع مساحت و ۶۰۰٬۱۰۰ نفر جمعیت دارد.
در مارس سال ۱۹۹۷ میلادی(1997/03)، شهرستان تونگلیانگ از استان سیچوآن جدا شده و به شهر جدید التاسیس در سطح استان چونگ‌چینگ پیوست.
در ژوئن ۲۰۱۴، «شهرستان تونگلیانگ» به «منطقه تونگلیانگ» ارتقاء یافت.